# Cloropiramină
Cloropiramina este un antihistaminic H1, de generație 1, derivat de piridină, fiind utilizat în tratamentul alergiilor (precum rinita și conjunctivita alergică). Prezintă și unele proprietăți anticolinergice. Poate fi utilizată în formulări orale și topice. Primele patente pentru sinteza principalului său component activ au fost obținute încă din mijlocul secolului trecut, în anii '40 și '50. A devenit unul dintre primele medicamente antihistaminice care au fost introduse în practică.